# Viernes 3 am
«Viernes, 3 AM» es una canción de Serú Girán compuesta por Charly García, incluida en el álbum La grasa de las capitales de 1979. 
Debido a su letra, la canción fue censurada por la dictadura militar por "incentivación al suicidio".
Es la única canción de la banda, junto con "Cinema verité" y dejando de lado las canciones compuestas por Aznar para los cuatro primeros discos de estudio, en cuya grabación original no participó David Lebón, ni siquiera en los coros. Éste finalmente grabó su propia versión en su álbum solista Déjà vu.
En una entrevista en 1992, el reconocido músico argentino Luis Alberto Spinetta indicó que no sólo a él, sino que "hasta a Lennon y a McCartney les hubiera gustado componer Viernes 3 AM".

## Letra
La canción fue censurada por la dictadura en cantidad de radios. Se decía que la letra hablaba del suicidio por las frases que se escuchan en la canción.
La letra menciona cómo un hombre está a punto de suicidarse. También la letra menciona cómo el hombre al morir visualiza "el mar en primavera" refiriéndose a la creencia de que al morir se visualiza un hermoso paisaje. Las palabras hablan de la angustia, de la alienación, de un cambio que nunca llegará y el trágico final.

## Créditos
- Charly García: Piano y voz principal
- Pedro Aznar: Bajo fretless y coros
- David Lebon: Guitarra y coros.
- Oscar Moro: Batería y percusión.

## Otras versiones
Charly García reinterpretó la canción en muchos recitales, incluida la versión acústica registrada en su disco "Hello! MTV Unplugged" (1995), en la cual se olvidó la letra.
El trío brasileño Paralamas incluyó una versión de esta canción en su álbum Hey Na Na (1998), cantado en portugués.
En el año 2000, la banda marplatense Altocamet interpretó una versión, a la que denominaron "Viernes 3 AM (Versión 2000 AM)" para el álbum recopilatorio Viernes 3 AM, de Fénix Discos. Para ese mismo álbum, también se incluyó la misma canción, titulada "Viernes 3 AM (Versión Feliz Nuevo Milenio)", interpretada por Charly García junto con músicos de sesión.